# Костел Воздвиження Чесного Хреста (Берездівці)
Косте́л Воздви́ження Чесно́го Хреста́ був збудований у селі Берездівці Миколаївського району Львівської області за проєктом Бернарда Меретина. Внесений до Реєстру пам'яток національного значення з охоронним номером 1370/1 (ID 46-230-0001).

## Історія

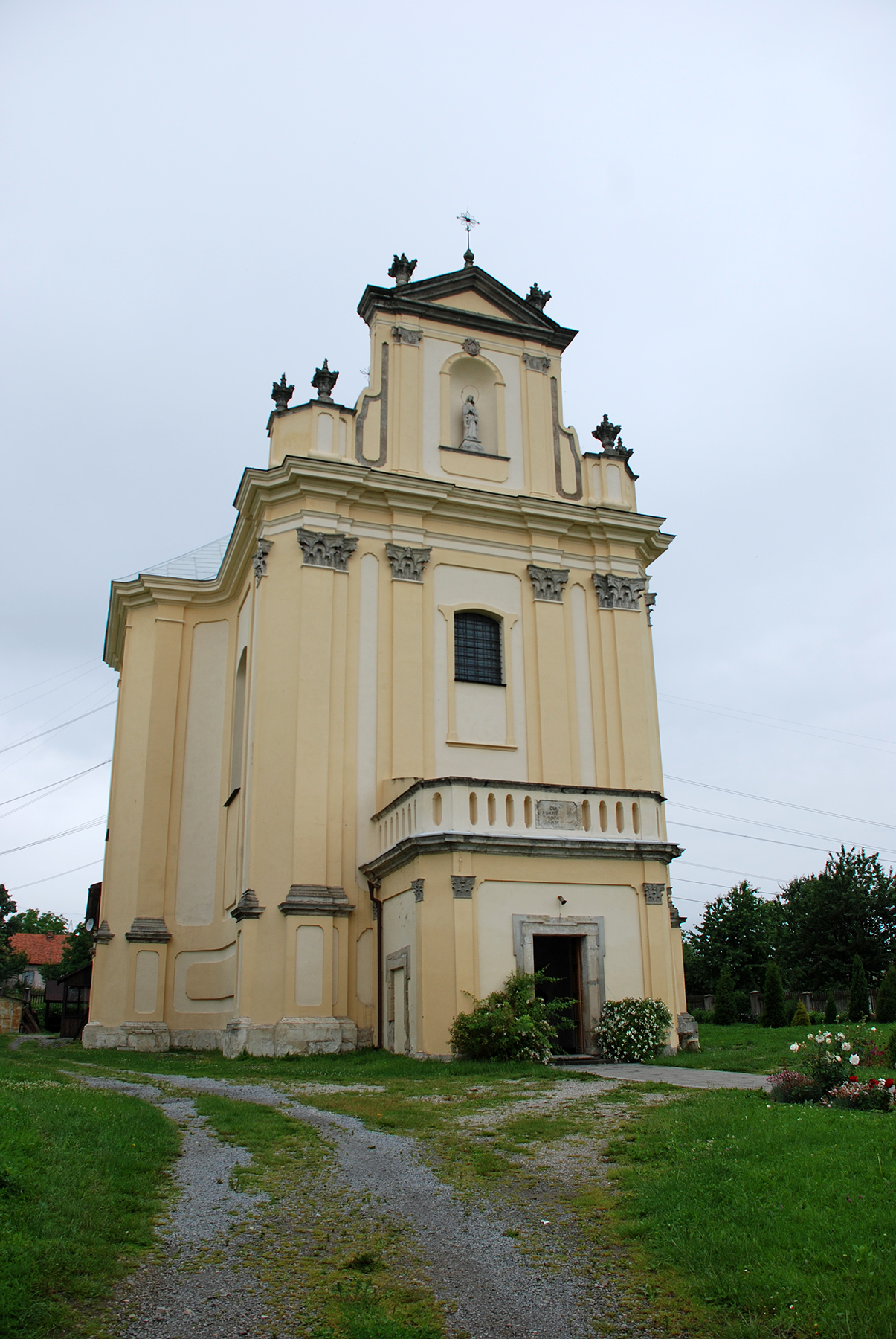
Костел у 2009 році

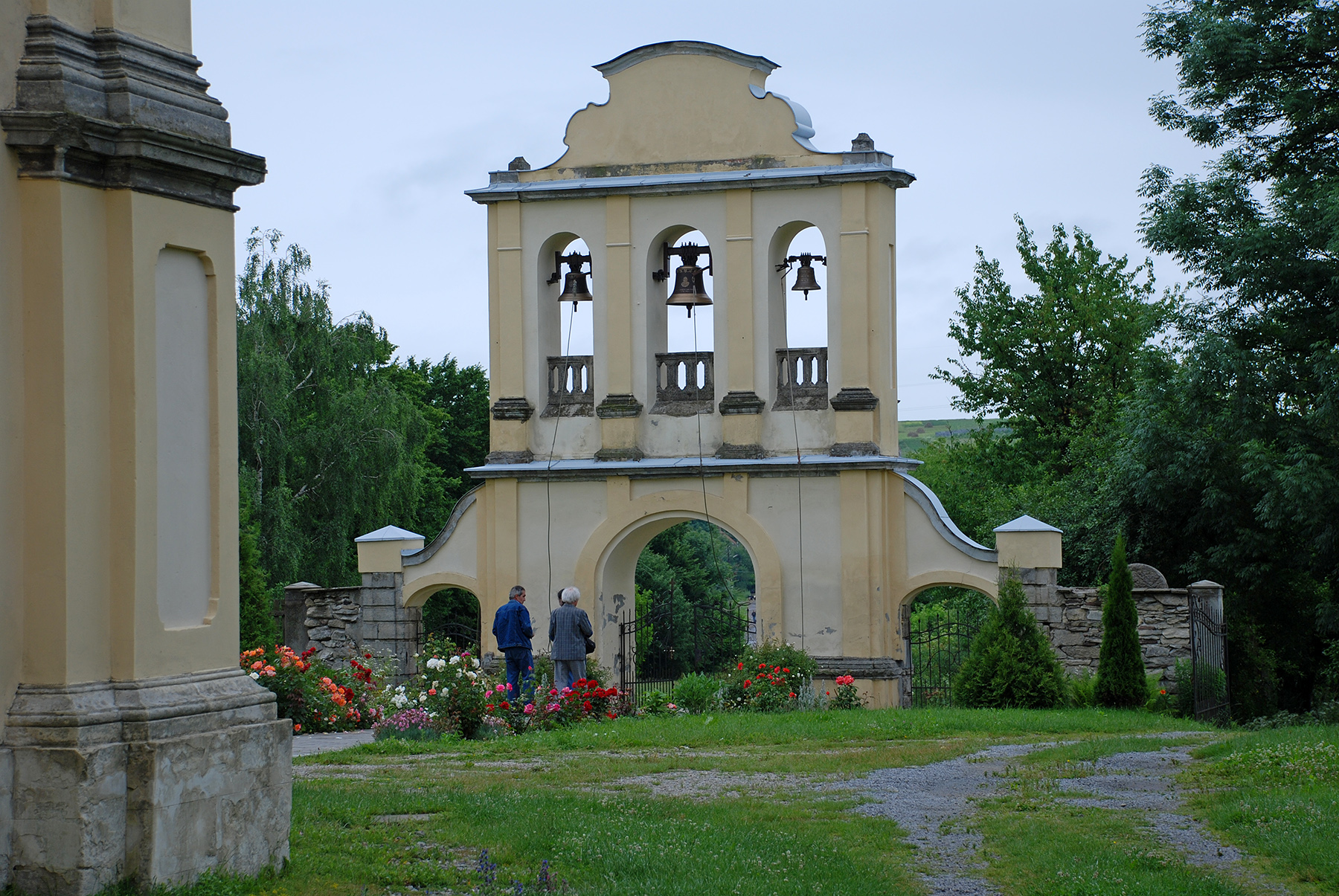
Дзвіниця

Парафія РКЦ у Берездівцях була закладена 16 вересня 1410 Бенком з Берездівець і його сином Станіславом з Жабокруків, який надав парафії село Чижичі. 5 січня 1439 Маргарита з Ляшок і Мильчиці відписала парафії певні маєтності, що підтвердив у 1497 році Ян Сенявський. Парафія належала до Рогатинського деканату, з 1787 року до новоутвореного Свірзького. На 1717 рік до парафії належали містечка Аннопіль і Вибранівка та 18 селищ. Наприкінці XV ст. при парафії діяла школа, з 1889 року — Братство Вервечкове, з 1904-го — Братство Дитятка Ісуса.
За згодою галицького архієпископа Якуба Стрепи ще до утворення парафії Бенко звів у Берездівцях дерев'яний костел Різдва Пресвятої Діви Марії. Берездівці доволі часто були атаковані загонами татар, але через втрату документів невідомо чи потерпав від нападів костел і чи був зведений наново. Інвентар 1705 зафіксував знищення чи викрадення значної частини оздоблення, літургічного спорядження костелу, що пов'язують з перебуванням в Галичині шведського війська Карла XII. У візитації 1741 року пробощ Михайло Мікошович зазначив, що на час прийняття ним парафії в 1718 році костел стояв без даху, головного вівтаря, з повибиваними вікнами. У зруйнованому захристі була пара понищеного літургічного начиння. Він взявся за ремонт костелу завдяки фудаціям власників Берездівців Францішка і Анни з Ходоровських Цетнерів, місцевої шляхти.
Спочатку було посилено стіни, покрито ґонтом дах, відновлено вікна, крипту під пресбітерієм, де виконали з цегли підлогу. Згодом було відновлено дзвіницю, а 1740 року обведено все високим парканом. Родина Францішка Цетнера 1720 року фундували костелу прикрашену фігурками ангелів велику монстранцію, срібне літургійне начиння. Винниківський скарбник Войцех Нєловський з дружиною Петронелою з Драговських 1725 фундували головний вівтар, орган наступний винниківський скарбник Мартин Александрович з Оленою з Бахмінських, які справили срібну ризу для ікони Матері Божої з головного вівтаря (1728). Кошти для літургійного начиння надали родини полковника Юзефа Туша з Терезою з Скальських, Ян Літинський з Доротою з Соханевичів.
Образ Матері Божої з головного вівтаря 1741 року визнали чудотворною. Але незабаром основною прикрасою костелу став образ Розіп'ятого Ісуса, котрий 16 травня 1746 почав плакати кривавими сльозами у будинку Ядвиги Долинської з Аннаполю. Згідно канонічних приписів образ загорнули в тканину, опечатали і перевезли до костелу. Образ обслідували єпископські комісари, опитали свідків і архієпископ Миколай Вижицький визнав декретом від 1 квітня 1747 чудотворним. Так костел у Берездівцях став одним з найважливіших — санктуарієм Львівської архідієцезії.
У Австрійській імперії було конфісковане багате літургічне начиння костелу. 1819 року відремонтували прикостельну дзвіницю, розписи інтер'єру в 1821—1822 роках. 1884-го встановили новий орган. Культ поклоніння чудотворному образу поновили на межі XIX-ХХ ст. Через значний наплив паломників навіть почали розглядати можливість розширення костелу зі сторони апсиди. За проектом Альбіна Загорського 1903 року розбудували захристя. Костел без втрат пережив Першу світову війну. У 1927, 1932 роках розглядали можливість розбудови костелу, що не були реалізовані. 1943-го було реквізовано костельні дзвони. У жовтні 1945 року о. Михайло Каспрук відправив останнє богослужіння, після чого вивіз до ПНР чудотворні образи, літургійне начиння.
Костел був закритий 1949 року і використовувався як склад паливно-мастильних матеріалів, добрив. Наприкінці 1980-х років костел був покинутий і 1992 року переданий віруючим РКЦ. Його освятив 23 січня 1993 єпископ Маркіян Трофим'як. Того року перекрили дах, вставили вікна, провели електричне освітлення, систему опалення. 17 вересня 1995-го до костелу урочисто внесли копію чудотворного образу, оригінал якого нині перебуває у костелі Каменя-Поморського. У 2000—2002 роках провели відновлення розписів.

## Костел

Проповідниця у формі човна. Костел у Берездівцях. 1920-і роки

Під час візитації костелу 1761 року подільський воєвода Михайло Жевуський вирішив звести поряд дерев'яного костелу новий мурований, котрий відповідав би статусу значного центру паломництва. Його син Францішек Жевуський 1769 надав 15.000 злотих на завершення будівництва костелу і зведення плебанії. Декотрі автори вважають за основного фундатора костелу дружину Михайла Жевуського Франциску з Цетнерів, що продовжила фундацію своїх предків. Будівництво в основному завершили до 1769 року. На час візитації 1774 року ще стояло два костели, причому оздоблення інтер'єру мурованого ще не завершили. У протоколі візитації зазначили, що розпочати богослужіння в ньому можна буде лише після завершення головного вівтаря, виділити кошти на що зголосився канцлер львівської курії Адам Жевуський. Це не завадило 25 серпня 1774 архієпископу Вацлаву Сєраковському освятити костел. Вівтарі мали лише муровані менси без навершшя. Остаточно будівництво і оздоблення костелу завершили до 1 листопада 1777 року. Невикористані матеріали і кошти на 50 золотих 3 гроші передали для будівництва костелу в Ходорові.
Костел отримав форму хреста з доволі короткими раменами трансепту, що вужчі за наву. По осі костелу перед навою розміщено квадратний притвор, за апсидою захристя. У стіні апсиди по осі костелу знаходилась ніша з верхнім освітленням через отвір у склепінні — camera di luce. В інтер'єрі у наріжниках площин нави, трансепту, пресбітерію розміщено подвійні пілястри, на яких спочиває полегшений антаблемент з потужним проміжним карнизом. Фасад розчленовано розкріпованим антаблементом на два яруси. Нижній пілястри ділять на три площини. Над притвором розміщена балюстрада з кам'яними вазонами. Верхній ярус по ширині відповідає центральному полю нижнього. Він обрамлений пілястрами і посерейого площини розміщено нішу з статуєю святого. По сторонах розміщено вузькі волюти. Увінчує фасад трикутний фронтон. Бічні стіни декоровано псевдопілястрами. Дахи двосхилі, причому над трансептом нижчі. Над середхрестям встановлена висока сигнатурка.
Інтер'єр вкрито розписами XVIII ст. і 1821/22 років. Ілюзорний живопис імітує навершшя вівтарів, фантазійні малюнки. У костелі були вівтарі головний з образом Христа Розіп'ятого (1774), бічні Матері Божої Вервечкової і Архангела Михаїла. Амвон виконано у формі човна з фігурами свв. Петра і Павла, що закидають сітку. Таке вирішення стало популярним у другій половині XVIII ст., а у Галичині вперше було застосоване в тринітарськомукостелі св. Миколая у Львові.
Найбільшою загадкою є авторство проекту костелу. Він за розмірами, плануванням, декором схожий з костелом Всіх Святих у Годовиці, збудованому Бернардом Меретином у 1750-х роках. Через це деякі дослідники відносили його до творчого доробку Меретина, який працював на замовлення Михайла Жевуського. Але Меретин помер 1759 року задовго до початку будівництва костелу в Берездівцях. Під час освячення костелу в Буську в 1780 році було наголошено, що він збудований за зразком костелу в Годовиці, як і костел у Коломиї та ряд інших. Це стало доказом того, що проект Меретина використали для декількох храмів. Збігнев Горнунґ вважав за будівничого костелу Петра Полейовського. Але на 1761 рік Полейовський ще числився сницарем львівським і не займався будівництвом. Також заміну хрестових склепінь у Годовиці важкими бочковими з люнетами вважають справою менш досвідченого архітектора за Полейовського. Таким міг бути архітектор Жевуських Флоріан Ріхтер, якого у протоколі візитації 1768 року назвали «ex oppidio Brzozdowce architekta». Він працював у 1753 році у Варшаві з Якубом Фонтаною, котрий був схильний до застосування масивних конструкцій. Розписи костелу є більш важкими, академічними за годовицькі, як і скромний ліпний декор.